# 京都市立唐橋小学校
京都市立唐橋小学校（きょうとしりつ からはししょうがっこう）は京都府京都市南区唐橋西寺町にある公立小学校。かつて東寺と対をなした西寺の跡地に立つ。なお、西寺の建築物で現存するものは何も無い。学校の北側に隣接する唐橋西寺公園に「史跡西寺跡」の石碑が確認できる。

## 沿革
- 1933年（昭和08年） - 京都市立七条第二尋常小学校として創立。
- 1941年（昭和16年） - 京都市立七条第二国民学校と改称。
- 1947年（昭和22年） - 京都市立七条第二小学校と改称。
- 1947年（昭和22年） - 京都市立唐橋小学校と改称[1]。

## 卒業後
卒業後の学区は基本的に京都市立八条中学校になる。

## 通学区域が隣接している学校
- 京都市立南大内小学校
- 京都市立九条塔南小学校
- 京都市立上鳥羽小学校
- 京都市立吉祥院小学校
- 京都市立祥豊小学校
- 京都市立七条小学校